# Vilhelm Grønbech
Vilhelm Peter Grønbech (Allinge, 14 giugno 1873 – Elsinora, 21 aprile 1948) è stato uno storico delle religioni e storico culturale danese.

## Biografia
Nato a Bornholm nel 1873, si trasferì a Copenaghen con la famiglia a sedici anni e studiò filologia alla Københavns Universitet. Conseguì il dottorato nel 1902 con una tesi sulla fonetica della lingua turca e successivamente insegnò all'Università di Copenaghen prima come professore a contratto  e poi come lettore di anglistica (1908-1911).
Nel 1911 cominciò a insegnare storia delle religioni in seguito alla pubblicazione nel 1909 del primo volume della sua opera sul paganesimo germanico, Vor Folkeætt i Oldtiden; i restanti tre volumi sarebbero stati pubblicati nel 1912. Nel 1915 ottenne la cattedra di storia delle religioni, che avrebbe retto fino al 1943.
Tra il 1925 e il 1934 pubblicò uno studio in quattro volumi sulla mistica greca, medievale e indiana (Mystikere i Europa og Indien) a cui seguì Hellenismen, uno studio in due volumi (il terzo rimase incompiuto) sulla Grecia e la Roma ellenistica (1940) ed Hellas, pubblicato in quattro volumi tra il 1942 e il 1945.
Durante la seconda guerra mondiale e l'occupazione nazista della Danimarca, Grønbech si affermò come un intellettuale molto influente e le sue lezioni attiravano un grande pubblico. Fu candidato al Premio Nobel per la Letteratura undici volte tra il 1914 e il 1944.
Fu sposato con Pauline Ramm dal 1900 alla morte della donna nel 1946; la coppia ebbe due figli. Si risposò nel 1947 con Honorine Louise Hermelin.

## Opere tradotte in italiano
- Anna Grazia Calabrese (a cura di), Miti e leggende del Nord, illustrazioni di Ernst Hansen, Einaudi, 1996, ISBN 9788806139742.